# Viridigona teutonia
Viridigona teutonia är en tvåvingeart som beskrevs av Stefan Naglis 2003. Viridigona teutonia ingår i släktet Viridigona och familjen styltflugor. Inga underarter finns listade i Catalogue of Life.